# سد الدبس
سد الدبس يقع على نهر الزاب الصغير على بعد نحو ثمانية كيلومترات جنوب مدينة ألتون كوبري وعلى بعد نحو ثلاثة كيلومترات شمال محطة كهرباء دبس وعلى مسافة 22 كيلو متراً من شمالي موقع صدر جدول الحويجة الحالي كما أنه يقع على مسافة 35 كيلومتراً من مدينة كركوك ويبلغ منسوب مقدم السد 254 متر في أقصى إرتفاع أما منسوب أسفل الحوض فيبلغ 246 متراً فوق سطح البحر ويبلغ أعلى تصريف للسد هو 4300 م3/ثا في حين أن التصريف التشغيلي له هو 250 م3/ثا يتكوّن جسم السد الترابي من جدار رئيسي ولب من الخرسانة المسلحة بعرض 0.50 متراً ويوجد في أعلى السد منشأ مخفف الموجة وهو من الخرسانة المسلحة ومنشأ على طول السد وبعرض 0.50 متراً يستند إلى جدار آخر من الخرسانة غير المسلحة يقوم على جدار آخر من المواد المحشوّة يمتد إلى طبقة الصخر، وتحتضن هذا الجدار من الجانبين إملاءات من الرواسب المضغوطة، يبلغ أعلى إرتفاع للجزء الإملائي من سد دبس 22 متراً كما يبلغ أكبر عرض للقاعدة 140 متراً في حين أن عرض قمة السد 8.00 أمتار وطول السد 112 متراً أن الغرض من إنشاء السد هو حجز المياه وتأمين تصريف 278 م3/ثا في قناة تغذية مشروع ري كركوك لإرواء الأراضي الواقعة عليه.